# 杨柳 (健美运动员)
杨柳（?年—），安徽师范大学研究生毕业，中国健身健美运动员，健身健美国家级裁判。

## 生平
曾获第50届亚洲健身健美锦标赛女子163cm以下形体小姐冠军，2016年全国健身锦标赛形体小姐冠军等奖项。现于阜阳师范大学体育学院任教。